# أرخيداموس الرابع
أرخيداموس الرابع ملك إسبرطة وهو ابن يوداميداس الأول وحفيد أرخيداموس الثالث وتاريخ تبوءه العرش وموته غير معروفين، في 294 ق م هزم في مانتينيا من قبل ديمتريوس بوليوركيتس الذي احتل لاكونيا وأحرز نصرا ثانيا قرب إسبرطة وعندما اقترب من احتلال المدينة نفسها، استدعي بعد انتصارات ليسيماخوس وبطليموس في آسيا الصغرى وقبرص.